# Маунт-Айда (Вісконсин)
Маунт-Айда (англ. Mount Ida) — місто (англ. town) в США, в окрузі Грант штату Вісконсин. Населення — 561 особа (2010).

## Демографія
Згідно з переписом 2010 року, у місті мешкала 561 особа в 204 домогосподарствах у складі 166 родин. Було 228 помешкань
Расовий склад населення:
| - 98,0 % — білих - 0,5 % — азіатів - 0,4 % — чорних або афроамериканців - 1,1 % — осіб інших рас |

До двох чи більше рас належало 0,0 %. Частка іспаномовних становила 1,8 % від усіх жителів.
За віковим діапазоном населення розподілялося таким чином: 25,7 % — особи молодші 18 років, 63,8 % — особи у віці 18—64 років, 10,5 % — особи у віці 65 років та старші. Медіана віку мешканця становила 39,9 року. На 100 осіб жіночої статі у місті припадало 115,8 чоловіків;  на 100 жінок у віці від 18 років та старших — 114,9 чоловіків також старших 18 років.
Середній дохід на одне домашнє господарство  становив 79 982 долари США (медіана — 64 722), а середній дохід на одну сім'ю — 85 540 доларів (медіана — 68 125). Медіана доходів становила 40 568 доларів для чоловіків та 27 500 доларів для жінок. За межею бідності перебувало 4,7 % осіб, у тому числі 5,7 % дітей у віці до 18 років та 5,3 % осіб у віці 65 років та старших.
Цивільне працевлаштоване населення становило 271 особа. Основні галузі зайнятості: сільське господарство, лісництво, риболовля — 27,3 %, роздрібна торгівля — 19,6 %, освіта, охорона здоров'я та соціальна допомога — 19,2 %.